# Bente Skari
Bente Skari, född Martinsen, född 10 september 1972 i Oslo, är en norsk före detta längdskidåkare. Hon hade sin storhetsperiod i slutet av 1990-talet och början av 2000-talet med OS-medaljer både i Nagano 1998 och i Salt Lake City 2002. Hon är dotter till längdskidåkaren Odd Martinsen.
Efter säsongen 2002/2003 valde Skari att avsluta karriären.